# Danse de la mort (Atopere)
Pour la danse de la mort (motif artistique populaire européen de la fin du moyen-âge), voir Danse macabre.
L'atopere est également appelé danse de la mort par les explorateurs européens qui l'ont découverte en se rendant à la cour de l'empereur ashanti, pour des opérations de traite négrière ou des missions diplomatiques ou religieuses. C'est une méthode d'exécution rituelle réservée aux condamnés à mort pour certains crimes de lèse majesté.

## L'exécution
Ce châtiment est réservé aux crimes particulièrement graves, qui remettent en cause le pouvoir royal, tel que l'amant qui commettait un adultère avec l'une des épouses royales. L'exécution s'étale sur une journée entière et se déroule en 3 phases.  

### Les préliminaires
Dans un premier temps, au petit matin, le bourreau perce les joues de la victime avec une lame et la mutile en visant trois autres parties du corps non vitales, telles que les oreilles. Le supplicié est conduit à travers la capitale, pendant quelques heures, tiré par une liane épineuse qui traverse son septum. Il subit d'autres mutilations, en public, en d'autres endroits de la ville.  

### La danse sous le gyeda ouarbre de réception

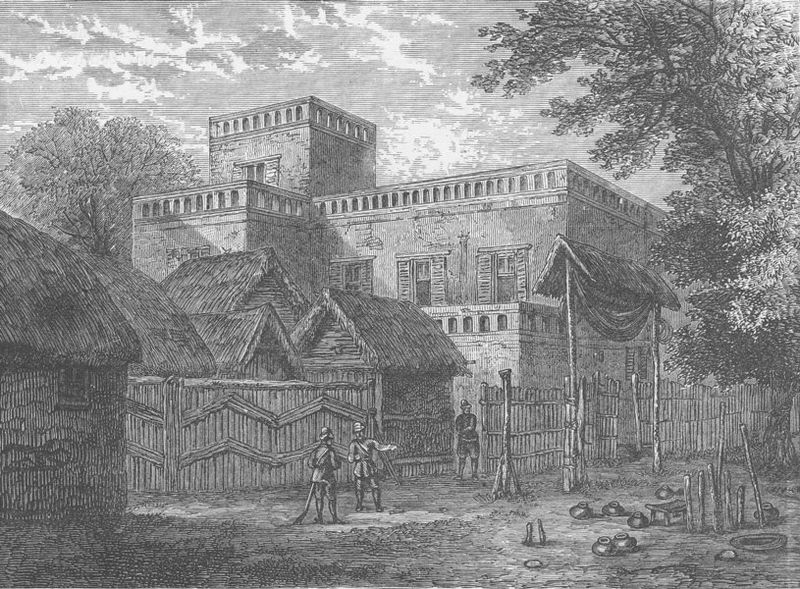
Palais de l'empereur ashanti en 1874, à Kumasi. Les arbres visibles sur l'image sont des arbres de réception, les seuls arbres à pousser dans les rues de la capitale.

Dans un deuxième temps, on l'amène sous un « arbre de réception » et on l'y oblige à danser pendant plusieurs heures.
Ces arbres de réception (les gyedua) ont une fonction symbolique, politique et rituelle, dans la culture akan. Ainsi, on leur adresse des prières pour qu'ils guident et bénissent un nouveau roi lors de son institution. On trouve un arbre de la sorte par quartier (il s'agit, en général, d'un ficus, d'un grand arbre avec un feuillage dense).
Sous le feuillage de ces arbres, l'autorité locale reçoit, dans une atmosphère apaisée, les étrangers de passage, et notamment les diplomates européens et les ambassades des assujettis. À l'ombre de son feuillage, les rois concluent des alliances, des accords commerciaux et signent des traités de paix. Cet arbre est également honoré à l'issue d'une campagne militaire victorieuse : la tête du général ennemi défait est enterrée au pied de l'arbre auquel on attribue le soutien moral et spirituel qui a permis de remporter la victoire et lorsqu'une ville est conquise, le vainqueur fait couper l'ensemble des arbres de réception présents dans la cité de l'ennemi vaincu.  
Planter un arbre de réception est le privilège du roi et chaque asantehene se doit de planter au minimum un tel arbre durant son règne . Une amulette est parfois enterrée sous les racines de l'arbre, au moment de sa plantation, afin qu'une divinité protège le souverain et son peuple.  

Prière adressée à l'arbre de réception :
« Aide ce nouveau roi,
[...]
Que ses femmes lui donnent de nombreux enfants,
[...]
Qu'il ne commette pas d'erreurs,
Que son peuple n'arrache pas sa branche (familiale). ». 

### L'Exécution
Le plus prestigieux et sacré de ces arbres est le Mogyawe (l'endroit où le sang a séché), situé face au palais impérial, et c'est à la nuit tombée que le supplicié y est conduit. Ses bras sont alors tranchés au-dessous des coudes et ses jambes au-dessous des genoux. Après quoi, on lui ordonne de danser à nouveau devant l'Asantehene. Alors que le supplicié agonise, l'empereur ordonne qu'on lui coupe la tête. 

## Témoignages vis-à-vis de ce châtiment

### Le point de vue européen
Ce châtiment a été décrit à plusieurs reprises par des européens en visite à la cour de l'Asantehene : les négociants hollandais Dubois et Van den Broecke le 24 mars 1703, les missionnaires allemands Rameseyer et Kuhne en 1874, et entre ces deux dates, le naturaliste et explorateur Thomas Edward Bowdich qui assiste brièvement à une partie de la cérémonie qu'il qualifie d' « horrible barbarie », dans son journal de voyage[réf. souhaitée].

### Le point de vue asante
La pratique de rituels sacrificiels humains est courante dans la coutume Ashanti. Sur le plan spirituel, le sang versé accompagne, par exemple, le défunt issu d'une lignée royale dans la mort, il peut également garantir le succès d'une campagne militaire, ou permettre  l'application d'une peine. 
Cependant, les ashanti eux-mêmes reconnaissent la cruauté de la danse de la mort. Un témoignage à ce sujet, du début du XXe siècle, provient du commissionnaire de la couronne britannique, anthropologue et folkloriste d'origine écossaise Robert Sutherland Rattray. Détenteur d'une licence de droit, Rattray est envoyé, dans les années 1920, par l'administration coloniale, dans le district d'Ejura. Sa mission principale est de répertorier les lois et la constitution en vigueur chez les ashantis. Ses rapports sont influencés par la vision européenne de l'époque qui considère les coutumes comme des lois primitives, et par la sympathie qu'il éprouve pour la civilisation akan. Son travail de compilation  parait en 1929 sous le titre Ashanti Laws and constitution.  
Dans cet ouvrage, Rattray relate un dialogue, qui se déroule après que le bourreau royal lui ai décrit les modalités de l'apotere : 
« Une fois que mon informateur (i.e. le bourreau royal) se fut ressaisi après un récit qui, à ce que j'en voyais, lui évoquait des souvenirs douloureux, je m'aventurais à lui suggérer que la punition infligée au criminel était quelque peu sévère. Il me répondit qu'elle était dissuasive et ajouta, sur un ton de regret, que dans sa jeunesse, il pouvait se passer plusieurs années sans [...] qu'il soit nécessaire de recourir à ce genre de pratiques. »

## L'atopere dans la littérature contemporaine
L'écrivaine Margaret Laurence mentionne l'atopere dans son roman De l'autre côté du Jourdain, comme une  « coutume [..] interdite depuis des années ».